# Tordera
Tordera település Spanyolországban, Barcelona tartományban. Lakosainak száma 18 780 fő (2024).
A gazdaság korábban a mezőgazdaságra, különösen a parafa termelésre épült, de mára diverzifikálódott, és a textilgyártás és az építőipar is jelentős szerepet játszik benne. A Tordera folyó áthalad a városon. A román stílusú Szent István-templom a város központjában található: az oltár egy része eredeti, de az épület többi része a 16. és 18. században került felújításra.
A GR 92 hosszú távú túraútvonal, amely nagyjából követi Spanyolország mediterrán partjának hosszát, Torderában is megáll. A 12. szakasz észak felé Lloret de Marba vezet, amely 17,2 kilométerre, míg a 13. szakasz dél felé Hortsavinyàba vezet, amely 12,8 kilométerre fekszik.

## Földrajza
Tordera Pineda de Mar, Santa Susanna, Lloret de Mar, Blanes, Palafolls, Maçanet de la Selva, Fogars de la Selva, Sant Celoni és Sant Cebrià de Vallalta községekkel határos.

## Megközelítése
A település Barcelona felől a Barcelona–Mataró–Maçanet-Massanes-vasútvonalon közelíthető meg a RENFE/Rodalies de Catalunya R1 elővárosi járataival.

## Népesség
A település lakosságának változását az alábbi diagram mutatja:
| Lakosok száma | 1257 | 3252 | 3406 | 4483 | 7714 | 11 719 | 15 345 | 16 345 | 17 216 | 18 780 |
|               | 1717 | 1887 | 1936 | 1960 | 1986 | 2004   | 2009   | 2014   | 2019   | 2024   |